# Торре-и-Уэрта, Карлос
Карлос де ла Торре-и-Уэрта (исп. Carlos de la Torre y Huerta; 15 мая 1858 года в Матансасе — 19 февраля 1950 года в Гаване) — испанский и кубинский учёный-биолог, геолог, натуралист.
Собрал самую полную из известных на Кубе коллекцию наземных видов моллюсков. Известен как первый исследователь наземных кубинских раскрашенных улиток (лат. Polymita picta).

## Биография
Родился 15 мая 1858 года в Матансасе, Остров Куба.
1881 году окончил Гаванский университет.
В 1883 году получил степень доктора естественных наук в Центральном Мадридском университете (Мадридский университет Комплутенсе). Диссертация на тему «Географическое распространение наземных моллюсков острова Куба в его отношениях с соседними землями».
В 1890 году Экономическое общество друзей страны (SEAP) поручило ему совершить экспедицию в Пуэрто-Рико, Санто-Доминго и восточные районы Кубы.
В 1893 году возглавил секцию минералогии и геологии Всемирной Колумбийской выставки
Профессор, а позднее ректор Гаванского университета.
Президент Палаты представителей (1903—1904)
Был в изгнании в США во время правления Мачадо, Херардо.
Поддерживал эволюционные идеи Жоржа Кювье и Жана-Батиста Ламарка.
В дополнение к своим научным занятиям Ла Торре также писал стихи.
Скончался 19 февраля 1950 года в Гаване.

## Память
В честь него названы:
- Sphaerodactylus torrei - кубинский геккон[5].
- Ctenopoma torreianum
- Torella torreiana

## Членство в организациях
- 1911 — почётный пожизненный член Американского музея естественной истории.
- 1912 — почётный доктор Гарвардского университета.
- 1922 — доктор медицины в Гаванском университете.
- 1938 — президентом Американского малакологического союза.
- 1939 — почетный член Вашингтонской академии наук.